# 오야카와 요시노부

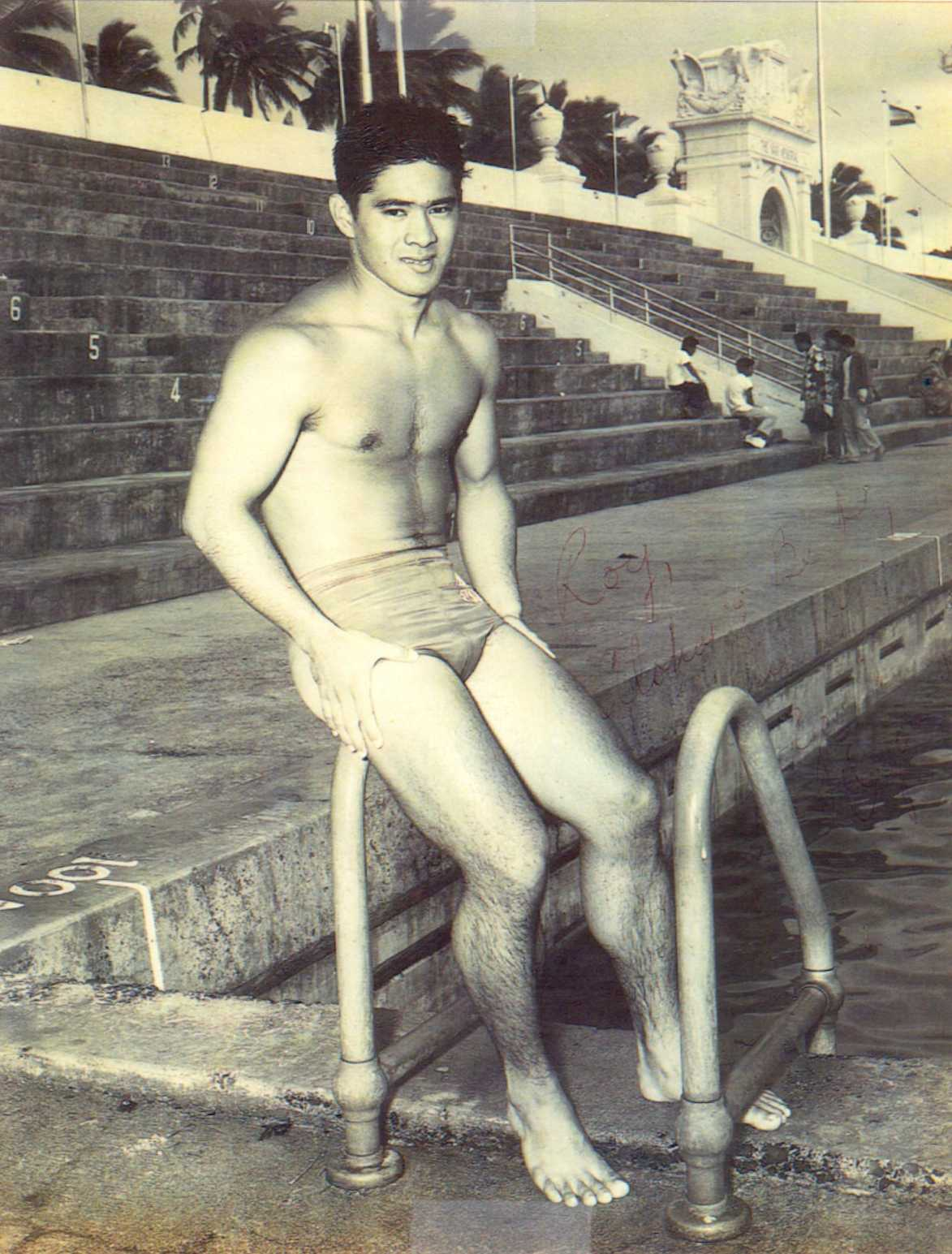

오야카와 요시노부 (1933년 8월 9일 ~ )는 미국의 전직 수영 선수이다. 그는 1952년 헬싱키 하계 올림픽에서 미국을 대표했고 100m 배영 부문에서 금메달을 획득했다. 요시노부는 오하이오 주립 대학교를 졸업했다. 그는 1954년과 1955년 사이에 100m 배영에서 세계 기록을 세웠다.
그는 1973년에 국제 수영 명예의 전당에 헌액되었다.

## 같이 보기
- 올림픽 수영 남자 메달리스트 목록